# Brian Fox

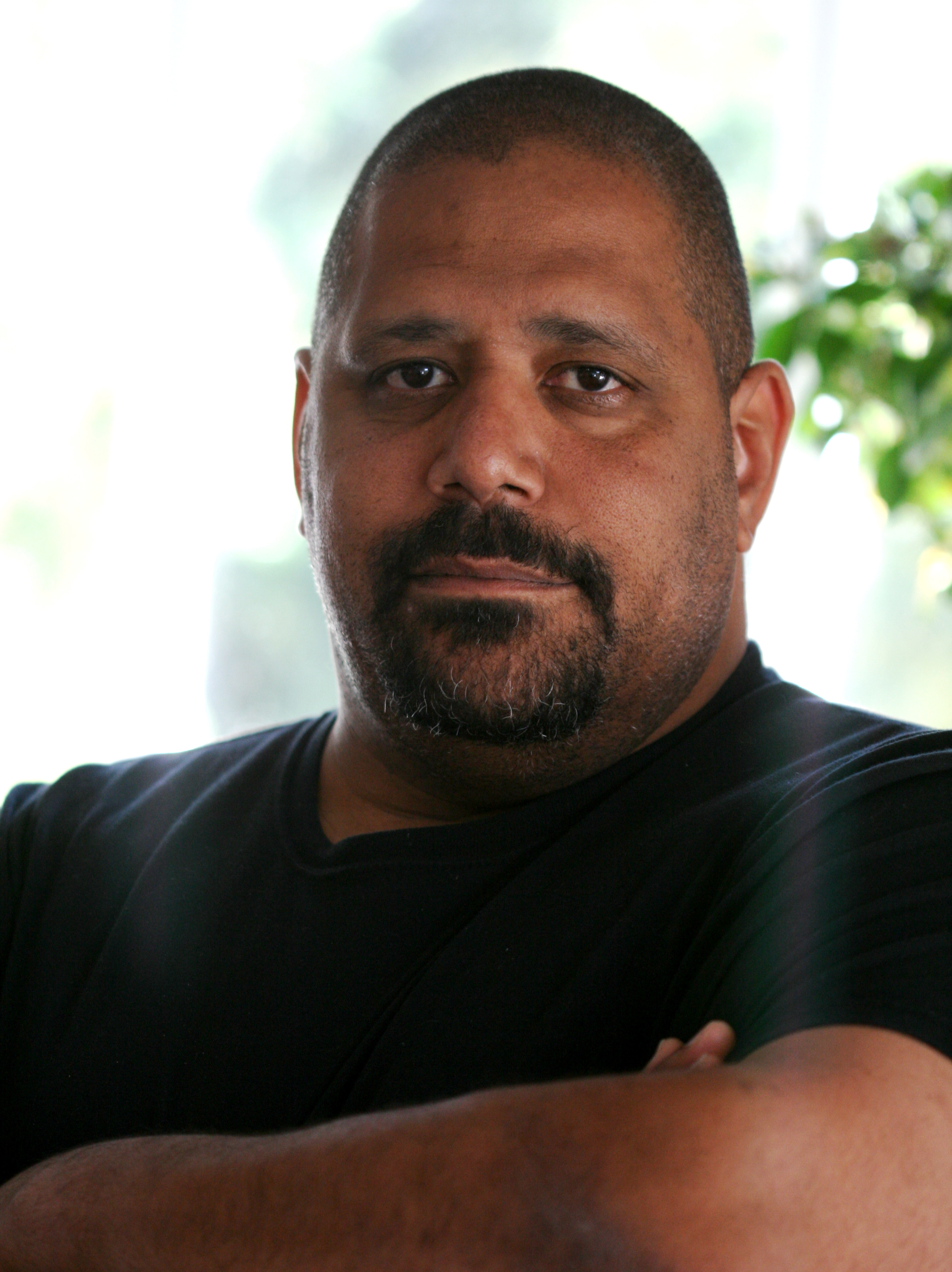
Brian Fox (2008)

Brian Fox (geb. 11. Dezember 1959 in Boston, Vereinigte Staaten) ist ein US-amerikanischer Softwareentwickler und Verfechter freier Software. Er ist der ursprüngliche Autor der GNU-Bash-Shell, die er im Juni 1989 als Beta-Version ankündigte. Er blieb bis mindestens Anfang 1993 der Hauptentwickler von Bash. Fox entwickelte 1995 auch die erste interaktive Online-Banking-Software in den USA für Wells Fargo und schuf 2008 ein Open-Source-Wahlsystem.

## Free Software Foundation
1985 arbeitete Fox mit Richard Stallman bei der von Stallman neu gegründeten Free Software Foundation (FSF). Bei der FSF verfasste Fox GNU Bash, GNU Makeinfo, GNU Info, GNU Finger, GNU Echo sowie die GNU-Bibliotheken readline und history.
Er war auch eine Zeit lang der Maintainer von GNU Emacs und leistete viele Beiträge zu der Software, die zwischen 1986 und 1994 für das GNU-Projekt erstellt und betreut wurde.

## Open-Source-Wahlsysteme
2008 arbeitete Fox mit Alan Dechert und Brent Turner zusammen, um ein Open-Source-Wahlsystem zu entwickeln. Das System wurde zusammen mit Parker Abercrombie programmiert und auf der LinuxWorld-Konferenz im Moscone Center in San Francisco vom 5. bis 7. August 2008 vorgeführt.
Fox war Mitte der 2010er-Jahre Gründungsmitglied der California Association of Voting Officials (CAVO) und der National Association of Voting Officials (NAVO), gemeinnützige Organisationen zur Förderung von Open-Source-Wahlsystemen für den Einsatz bei öffentlichen Wahlen. Fox veröffentlichte im Jahr 2015 gemeinsam mit dem ehemaligen CIA-Chef R. James Woolsey einen Meinungsartikel für die New York Times, worin sie Open-Source-Wahlsysteme als Mittel zur Absicherung von US-Wahlen gegen eine Einmischung ausländischer Akteure befürworteten.